# جون إيستون ميلس
جون إيستون ميلس هو مصرفي وسياسي كندي، ولد في 14 أكتوبر 1796 في Tolland, Massachusetts ‏ في الولايات المتحدة، وتوفي في 12 نوفمبر 1847 في مونتريال في كندا بسبب حمى نمشية. انتخب عمدة مونتريال ‏ (1846 – 1847).